# 当真嗣合

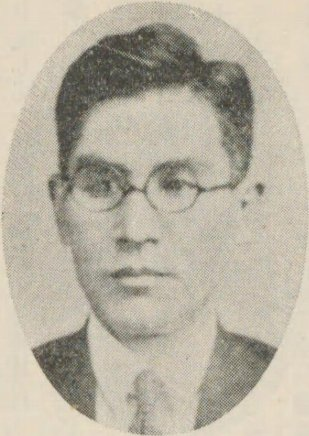
当真嗣合

当真 嗣合（とうま しごう、1884年〈明治17年〉11月10日 - 1946年〈昭和21年〉8月24日）は、日本の衆議院議員（立憲民政党）、ジャーナリスト。

## 経歴
沖縄県首里金城村（現在の那覇市首里金城町）出身。沖縄県立中学校を卒業した後、國學院（現在の國學院大學）で学んだ。中退後帰郷し、1906年（明治39年）より琉球新報社の記者となった。1915年（大正4年）、琉球新報社から独立して沖縄朝日新聞社を設立し、社長に就任した。
首里市会議員、同議長を経て、1930年（昭和5年）の第17回衆議院議員総選挙に出馬して当選を果たした。

## 記念切手のモデル
琉球郵便の1954年10月1日発行の新聞週間記念切手には当真の肖像があしらわれている。